# Hypotrachyna erythrodes
Hypotrachyna erythrodes är en lavart som först beskrevs av Alexander Zahlbruckner, och fick sitt nu gällande namn av Hale. Hypotrachyna erythrodes ingår i släktet Hypotrachyna och familjen Parmeliaceae.   Inga underarter finns listade i Catalogue of Life.